# Joseph Stilwell
Joseph Warren Stilwell (Palatka, 19 de março de 1883 – São Francisco, 12 de outubro de 1946) foi um general do exército dos Estados Unidos, conhecido por sua atuação no Sudeste Asiático e na China antes e durante a II Guerra Mundial.

## Biografia
Pouco antes da entrada dos Estados Unidos na guerra, Stilwell era reconhecido como o melhor comandante de tropas do exército norte-americano e foi selecionado para planejar e comandar a invasão do norte da África. Entretanto, com a necessidade de se enviar um oficial à China para convencer aquele país a permanecer na guerra, ele foi o escolhido pelo Presidente Franklin Roosevelt e pelo chefe do estado-maior das Forças Armadas, general George Marshall, apesar de suas fortes objeções.
Como chefe do estado-maior do Generalíssimo Chiang Kai-Shek e comandante das tropas chinesas, ele foi figura fundamental no teatro de guerra do Sudeste Asiático, principalmente na Birmânia, onde foi o responsável por manter abertos os canais de suprimento entre a China, Índia e Birmânia, sem o qual não seria possível manter a luta contra os japoneses em território chinês, nem na Birmânia. No decorrer da guerra se tornaria comandante em chefe das forças aliadas no sudeste asiático.